# Jane Eyre (film 2011)
Jane Eyre è un film del 2011 diretto da Cary Fukunaga e interpretato da Mia Wasikowska e Michael Fassbender.
La sceneggiatura, scritta da Moira Buffini, si basa sull'omonimo romanzo del 1847 di Charlotte Brontë, che vanta numerose trasposizioni televisive e cinematografiche.

## Trama
Dopo una corsa disperata e senza meta in una campagna inglese gelida e semideserta, una ragazza viene provvidenzialmente raccolta dal pastore St. John Rivers, che la soccorre e la porta nella sua casa. Rimessasi in salute, la giovane si presenta come Jane Elliott, quindi accetta di lavorare come insegnante di campagna anche per ripagare la generosità di chi l'ha soccorsa e poi ospitata. Grazie ad un lungo flashback sono poi ripercorse tutte le tappe della vita della ragazza, il cui vero nome è Jane Eyre.
Jane, dopo la morte dei genitori, è cresciuta dagli zii. In questa famiglia molto ricca, solo suo zio le vuole bene ma, alla sua morte, la perfida zia e il geloso cugino la odiano perché i genitori di lei non erano ricchi e le rendono la vita impossibile. Il forte carattere di Jane è causa della frizione insostenibile con la zia, che si sente autorizzata a rompere la promessa fatta al marito di accudire la nipote, affidandola ad una scuola di carità, rigidissimo collegio per fanciulle senza famiglia. Proprio grazie al forte carattere Jane riesce a superare la morte della sua migliore amica e le angherie delle insegnanti, eccellendo negli studi tanto da entrare lei stessa a far parte del personale insegnante e avere così la possibilità di emanciparsi.
Jane trova un'occupazione presso Thornfield Hall, residenza della nobile famiglia Rochester, in qualità di istitutrice di una bambina di madrelingua francese, figlia adottiva del misterioso padrone di casa. Mr. Rochester arriva e, sebbene si presenti in maniera eccessivamente scontrosa e sarcastica, mostra presto il suo apprezzamento per lo spirito indipendente e per l'intelligenza di Jane. Lei è a sua volta attratta, ma si rende conto di non poter competere con la bella Blanche Ingram, a lui promessa, o con qualsivoglia altra rappresentante dell'alta società, cui lei è totalmente estranea. Un giorno intanto la zia, morente, chiama Jane al capezzale e le fa sapere che uno zio ricco, vivente a Madeira, voleva adottare la ragazza e lasciarle tutti i propri soldi: la donna odiava tanto Jane da spacciare la nipote per morta, e fino alla morte nonostante il perdono di Jane non ha rimorso della propria crudeltà.
Rochester, però, più frequenta certi ambienti e più si convince che è proprio di una ragazza come Jane che ha bisogno, e un giorno le confessa il suo amore, chiedendola in sposa. Le affrettate nozze saltano proprio durante la celebrazione, quando viene svelato che Rochester in realtà è già sposato. Thornfield Hall racchiude un mistero del quale solo ora Jane viene messa al corrente: in un'ala custodita è segregata Bertha Mason, sposatasi anni addietro con Rochester e divenuta pazza subito dopo. Jane, pur amando Rochester, non può perdonargli di aver tenuto questo segreto e, consapevole di non poter più restare a Thornfield Hall, scappa decisa a ripartire da zero altrove.
Accolta dai Rivers, Jane non dimentica Rochester, né può evitare di fare i conti con il suo passato, nonostante si faccia chiamare con un altro cognome. Il giovane pastore che l'ha salvata, e che nutre degli interessi nei suoi confronti, scopre il suo passato e la mette al corrente della cospicua eredità dello zio morto a Madeira. Jane prega St. John di dividere l'eredità con lui e le sue sorelle, entrando così a pieno titolo a far parte di una vera famiglia, cosa che lei non ha mai avuto. I Rivers accettano, ma il pastore la chiede in moglie, non accontentandosi di averla come sorella. Jane non può accettare e, attratta da un richiamo cui non vuole più sottrarsi, torna a Thornfield Hall.
Qui, con sorpresa, trova la devastazione. Come spiegatole dalla signora Fairfax, la dimora è stata incendiata da Bertha Mason, che ha perso la vita nell'incendio. Rochester nel tentativo di salvarla è rimasto cieco. Ora, Jane e Rochester, segnati dalle rispettive esperienze e bisognosi l'uno dell'altra, possono finalmente ritrovarsi in un abbraccio incondizionato.

## Produzione

### Regia
Nell'ottobre del 2009 è stato reso noto che Cary Fukunaga avrebbe diretto il film. Nell'adattamento sono enfatizzati maggiormente gli elementi gotici del romanzo. Fukunaga ha affermato: «Ho speso molto tempo rileggendo il libro e cercando di sentire quello che Charlotte Brontë sentiva mentre lo scriveva. C'è un qualcosa di sinistro che affligge l'intera storia... ci sono stati qualcosa come 24 adattamenti, ed è veramente raro che si veda questa sorta di lato più oscuro. Lo trattano come se fosse soltanto un romanzo d'epoca, e io penso che sia molto di più».

### Sceneggiatura
Il film è una coproduzione tra BBC Films, Focus Features e Ruby Films. La sceneggiatura di Moira Buffini era già apparsa nella Brit List del 2008, l'elenco delle migliori sceneggiature non ancora prodotte stilato da esponenti dell'industria cinematografica britannica. L'adattamento intende attenersi strettamente alla narrazione di Charlotte Brontë. Tuttavia, secondo quanto affermato dall'attrice Imogen Poots, il personaggio di Blanche Ingram è meno ambiguo e interessato rispetto al romanzo.

### Cast
Nel novembre del 2009 è stato annunciato che Mia Wasikowska avrebbe interpretato la protagonista e Michael Fassbender il ruolo di Edward Rochester. Inoltre Jamie Bell, Judi Dench, Sally Hawkins, Imogen Poots, Holliday Grainger e Tamzin Merchant si sono uniti al cast artistico.

### Musiche
La colonna sonora di Jane Eyre è stata scritta dal compositore italiano di nascita e britannico di adozione Dario Marianelli, noto per le sue premiate collaborazioni con il regista Joe Wright. Marianelli ha enfatizzato il lato dark della vicenda, come proposto dal regista Fukunaga, scrivendo partiture per piano di grande tensione su cui fiorisce il violino suonato in stile gitano dal solista Jack Liebeck. La colonna sonora è stata pubblicata l'8 marzo 2011 dall'etichetta Sony Classical.

### Riprese
Le riprese del film sono iniziate il 22 marzo 2010, e si sono concluse a metà maggio. Tra le location vi sono Londra e varie località nel Derbyshire, incluse le case di campagna Chatsworth House e Haddon Hall, il distretto del di Derbyshire Dales e la scarpata Froggatt.

### Effetti visivi
Gli effetti speciali digitali sono stati realizzati dall'azienda BlueBolt.

## Distribuzione
Focus Features detiene i diritti di distribuzione in tutto il mondo. Jane Eyre è stato proiettato per la prima volta nelle sale di alcune città statunitensi l'11 marzo 2011, mentre in Italia è stato distribuito nelle sale dal 7 ottobre 2011. Il film è stato classificato come PG-13. Il trailer dell'adattamento è stato pubblicato nel novembre del 2010.